# Іван Сенюк
Іван Сенюк, відомий також під партизанським псевдонімом Вуйко (сербохорв. Иван Сењук-Yjak / Ivan Senjuk-Ujak, 28 серпня 1920, Слободниця — 24 серпня 1944, Грубишно-Полє) — югославський партизан Другої світової війни, командир 12-ї Славонської ударної бригади, майор Народно-визвольної армії Югославії. Народний герой Югославії — єдиний серед усіх представників української національної меншини цієї країни.

## Біографія
Народився в 1920 році в населеному пункті Слободниця (коло міста Славонський Брод) у бідній селянській родині галицьких переселенців, українець. Закінчив початкову школу в Слободниці і гімназію в місті Славонський Брод, що був на той час одним із центрів активної діяльності Спілки комуністичної молоді Югославії. Займався пропагандою молодіжного руху в селах Сибинь, Оріоваць, Бродський Ступник та інших населених пунктах. Видавав газету «Боротьба молоді» (серб. Борба младих), входив до складу літературного гуртка «Месич».

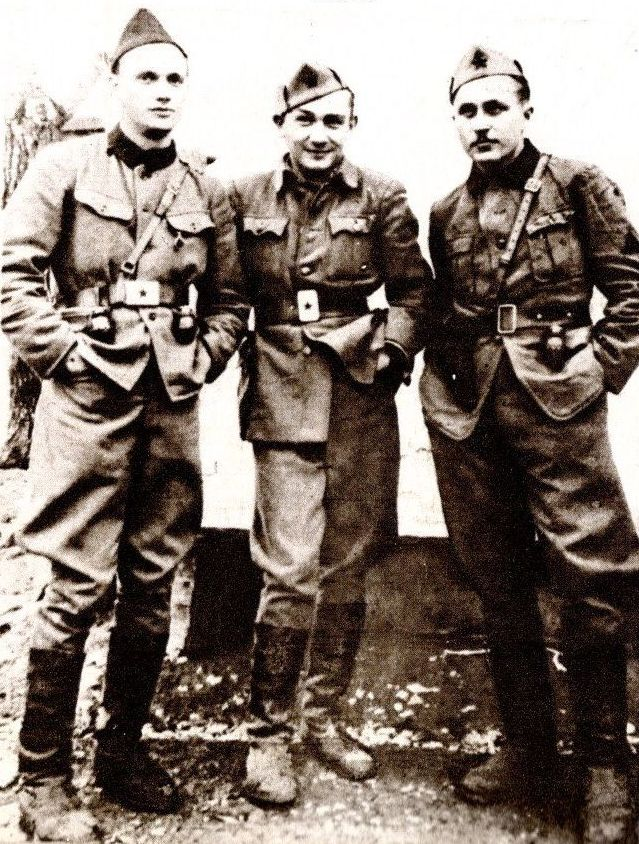
Політичний комісар 12-ї Славонської бригади Іван Сенюк (праворуч), заступник комісара Перо Цар (в центрі) і член штабу бригади Михайло Яворський, Раковац, Боснія, 1943 рік

На початку липня 1941 року Сенюк увійшов до складу першої партизанської групи, сформованої в Церовацькому лісі на горі Діль. У середині липня в групі нараховувалось близько 25 осіб. Надалі Сенюк був призначений політичним комісаром роти в складі 1-ї Славонської бригади, а після створення 3-го батальйону бригади — став його комісаром. Брав участь у боях за населені пункти Вочин, Подравська-Слатина, Нашиці, Велика Писаниця, Подгорач та інші. Брав участь у боях у Хорватському Загір'ї з метою оволодіння містом Лепоглава та в Боснії в період з листопада 1943 до травня 1944 років. Відзначився в боях за Прнявор 19 січня 1944 року, а також на Мотаїці в боротьбі із німецькими загарбниками, усташами і четниками. Після повернення до Славонії зайняв посаду політичного комісара 16-ї Молодіжної бригади імені Йожі Влаховича, потім став комісаром та, пізніше, командиром 12-ї Славонської ударної бригади.
20 серпня 1944 року під час штурму Грубишно-Полє Іван Сенюк був поранений в горло, але продовжував командувати бригадою до оволодіння містом. У наступні чотири дні лікарі боролися за життя комбрига, однак Іван Сенюк помер від отриманої рани. 19 червня 1945 року йому посмертно присвоєно звання Народного героя Югославії.